# プリンス・エドワード諸島
プリンス・エドワード諸島（英語: Prince Edward Islands）は、南アフリカ共和国・ポートエリザベスの南東1,770kmのインド洋に位置する諸島。マリオン島とプリンス・エドワード島の2島からなる。南アフリカ共和国の領土で、行政上は西ケープ州に属するが、定住者はいない。

## 地理
プリンス・エドワード諸島は亜南極地帯にある火山起源の諸島であり、ワタリアホウドリ、ノドジロクロミズナギドリ、ススイロアホウドリ、ヒガシキバナアホウドリなどの海鳥およびオウサマペンギン、マカロニペンギン、ヒガシイワトビペンギンの3種のペンギンの重要な繁殖地である。2島には主に植生のない高地、植生のある水はけのよい傾斜地と水はけの悪い海岸平野の3種類の地形があり、泥炭地、小川、滝、淡水の池、火口湖、岩石海岸、藻場、海食崖、砂浜海岸などが分布しており、周辺の海域にはマジェランアイナメなどが生息している。2007年にラムサール条約登録地となった。

### マリオン島

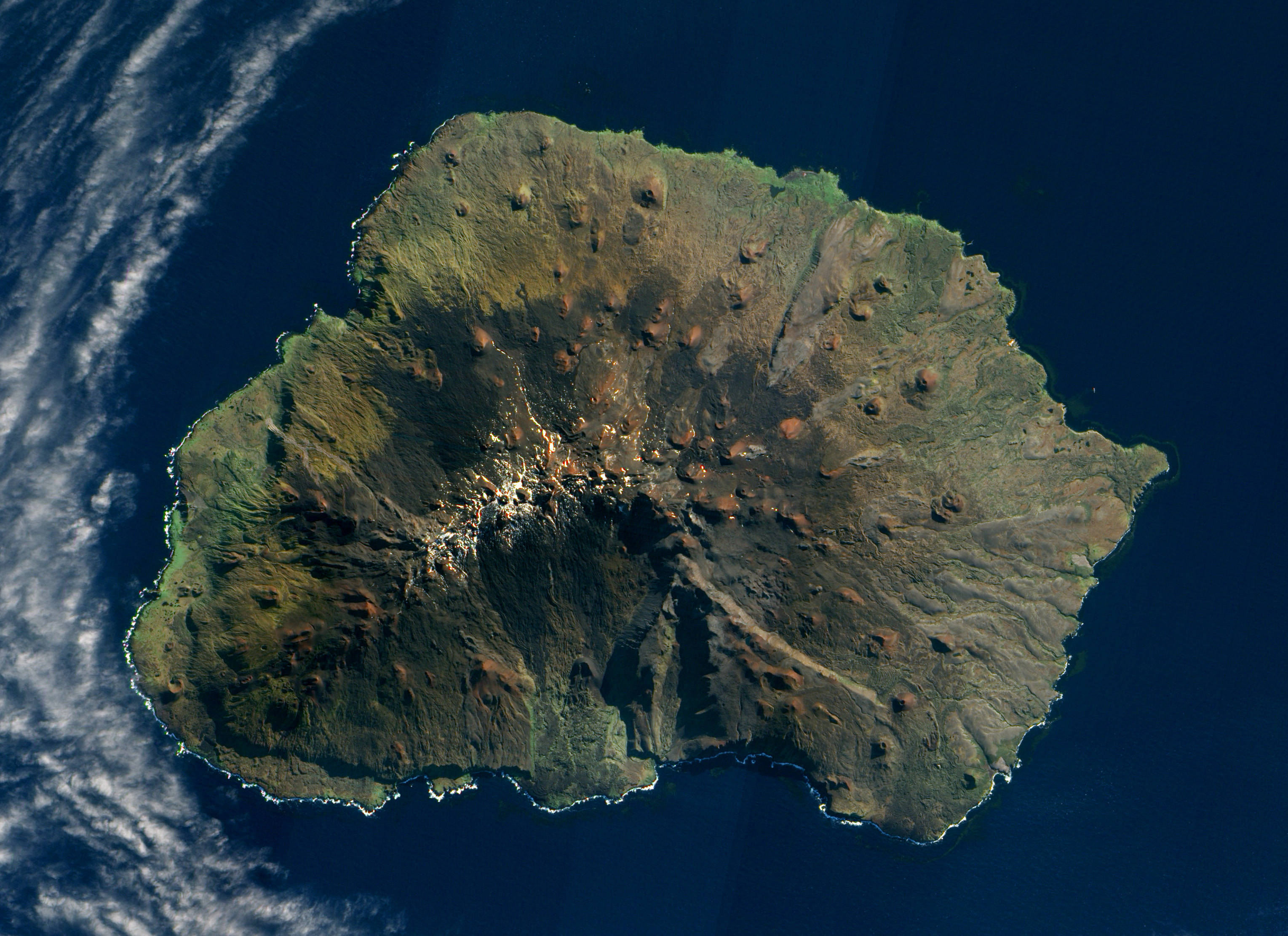
マリオン島

マリオン島（Marion Island）は、南緯46度54分45秒 東経37度44分37秒 / 南緯46.91250度 東経37.74361度に位置し、面積290 km2、海岸線は72 kmで大部分は崖となっている。最高地点はマスカリンピーク（標高1230m）。
火山起源であり、マリオン島は海底からの高さが約5000mある。死火山と思われていたが1980年に噴火し、その後も2004年まで断続的に噴火が続いた。

### プリンス・エドワード島

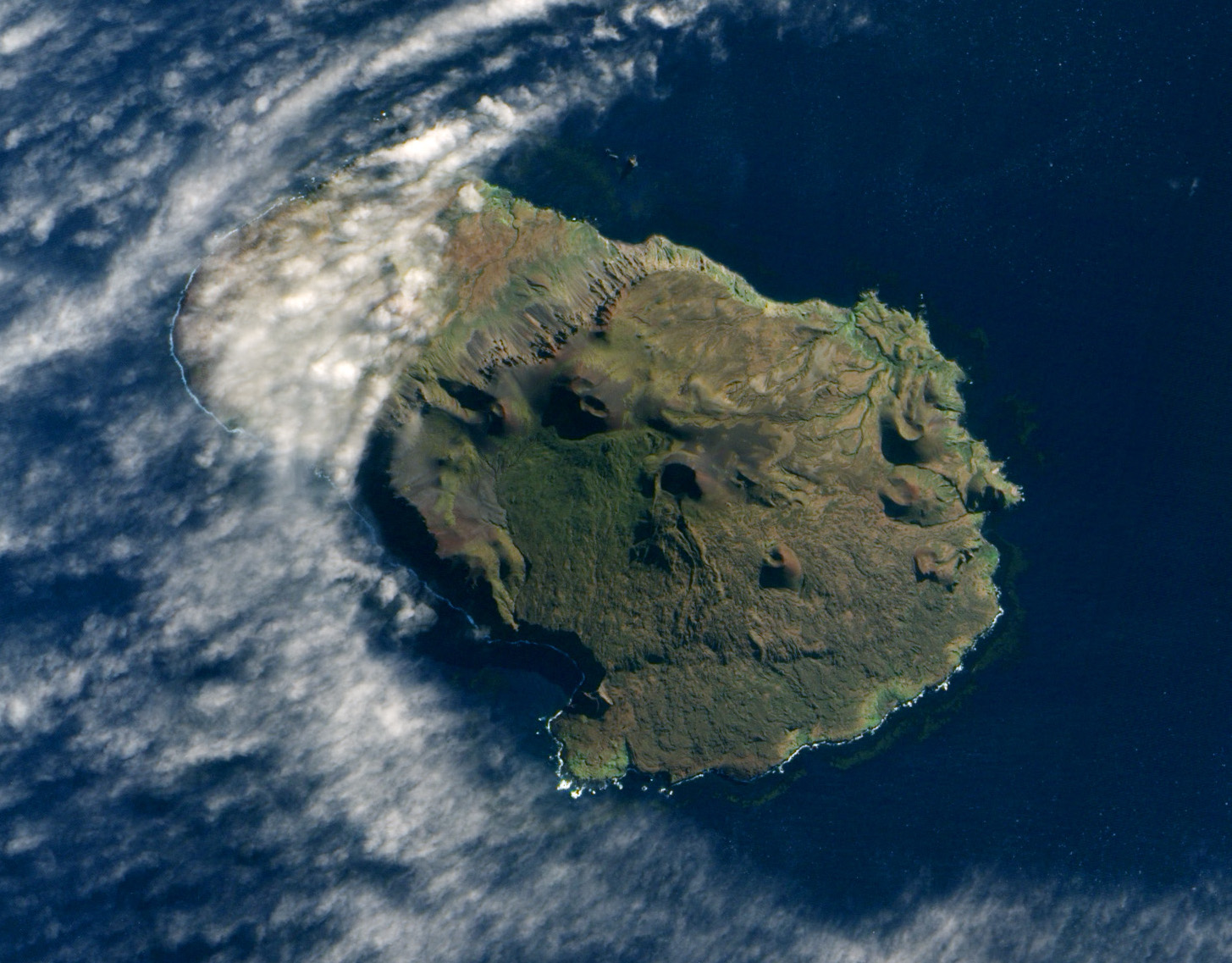
プリンス・エドワード島

プリンス・エドワード島（Prince Edward Island）は、マリオン島の北東約19 km、南緯46度38分39秒 東経37度56分36秒 / 南緯46.64417度 東経37.94333度に位置する。マリオン島より小さく、面積はおよそ45 km2、海岸線は12kmで、最高地点は標高672mである。

## 歴史
1663年にオランダ東インド会社の貿易船Maerseveenにより偶然発見されたが、当時は経緯度を正確に記録する術がなかったためその後見失われた。1772年、南方大陸の探索にあたっていたフランスの探検家マリオン・デュフレーヌによって再発見される。彼の副官であったジュリアン・クローゼーはその後1776年、ケープタウンで第3次探検航海の途上にあったジェームズ・クックと出会いこの諸島の存在を教えた。その後クックはこの諸島へ向かったが悪天候のため上陸はできなかった。クックは諸島の名称を王子エドワードに因んで名付け、その主島は再発見者の名を取ってマリオン島と海図に記した。
最初に上陸した記録があるのは1803年のアザラシ狩猟者のグループだが、彼らはその前に他の人間が上陸していた痕跡を発見している。
1840年にはジェイムズ・クラーク・ロスが訪れたが上陸はできなかった。そして、1873年にジョージ・ネアズ船長により調査が行われた。
プリンス・エドワード諸島周辺では度々船が難破した。1849年にはイギリス船がプリンス・エドワード島で難破し、生存者は乗組員63人のうち10人だけだった。1908年にもノルウェー船がマリオン島で難破した。
イギリス政府は1908年、William Newtonに21年間のグアノ採掘の権利を与え、1926年にはsealing companyに10年間のアザラシ狩りを許可した。
1947年終わりから1948年に南アフリカが併合し、マリオン島の東岸に気象観測所を作った。その後拡大され、現在は島の生物（ペンギン、ウミツバメ、アホウドリ、カモメやアザラシ）の研究を行っている。